# Длиннохвостые голуби
Длиннохвостые голуби (лат. Reinwardtoena) — небольшой род птиц из подсемейства настоящих голубей, включает 3 вида.

## Состав рода
- Reinwardtoena reinwardti — Каштановый длиннохвостый голубь
- Reinwardtoena browni — Чёрно-серый длиннохвостый голубь
- Reinwardtoena crassirostris — Толстоклювый длиннохвостый голубь

Название этого рода дано в честь немецкого естествоиспытателя Георга Каспара Карла Рейнвардта.

## Распространение
Встречается только в Юго-Восточной Азии. Reinwardtoena crassirostris населяет лесистые холмы, Reinwardtoena reinwardti — горные леса до 3500 метров над уровнем моря.

## Морфология
Это птицы средних и крупных размеров, достигающие длины тела от 40 до 50 сантиметров. У всех трёх видов хвост по отношению к размерам тела длинный, а окраска оперенья сильно контрастная. У Reinwardtoena reinwardti верхняя сторона тела каштановая, а голова и шея светло-серые. У Reinwardtoena crassirostris верхняя сторона черная, передняя часть головы и грудь, наоборот, почти белые. У Reinwardtoena browni верх серебристо-серо-голубой, передняя часть головы и грудь красновато-светло-серые.

## Поведение
Строят гнёзда в пещерах или на скальных выходах. Ведут наземный образ жизни.